# V Microscopii
V Microscopii är en pulserande variabel av Mira Ceti-typ  i stjärnbilden Mikroskopet.
Stjärnan varierar mellan fotografisk magnitud +9,4 och 14,0 med en period av 381,15 dygn.